# آرتمیس فاول و مهاجران گمشده
آرتمیس فاول و مهاجران گمشده (به انگلیسی: Artemis Fowl: The Lost Colony) جلد پنجم مجموعه آرتمیس فاول اثر اون کالفر است و در ۲ اوت ۲۰۰۶ منتشر شده‌است.